# .32 Winchester Special
.32 Winchester Special (або .32 WS) — фланцевий набій створений в жовтні 1901 року для використання в важільній гвинтівці Winchester Модель 94. Назва співпадає з назвою набою .32-20 Winchester, але не має до нього відношення (набій також відомий як .32 WCF).

## Історія
Набій .32 Winchester Special, як і набій .30-30 Winchester 1895 року, створено шляхом обтискання гільзи набою .38-55 Winchester 1884 року. Набій .32 Winchester Special (.321 in) відрізняється від набою .30-30 Winchester (.308 in) діаметром кулі. Що більш важливо, компанія Winchester зменшила крок нарізів в гвинтівці Модель 94, з 1:12 для набою .30-30 до 1:16 для набою .32 Winchester Special. Winchester використали повільніший крок нарізки для зменшення забруднення при розробці нового набою для спортсменів, які бажали перезаряджати свої набої чорним порохом та литими кулями. Його также продавали як більш потужний набій за .30-30, але при цьому мав менший відбій ніж набій .30-40 Krag, також відомий як .30 Army. Цей новий набій користувався помірним успіхом і така ситуація не змінювалася через невеликий вибір куль діаметром .321 дюйма. Для набою .30-30 існує великий вибір куль за типом і вагою, в той час як для діаметра .321 дюйми є лише дві куля вагою 170 та 165 гран. Також через повільний крок нарізки точність погіршується по мірі зносу стволу.

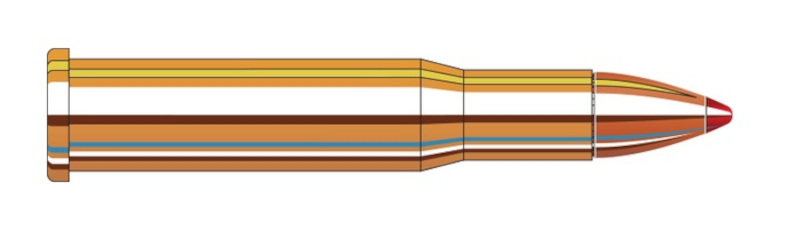
Набій .32 WS

## Параметри

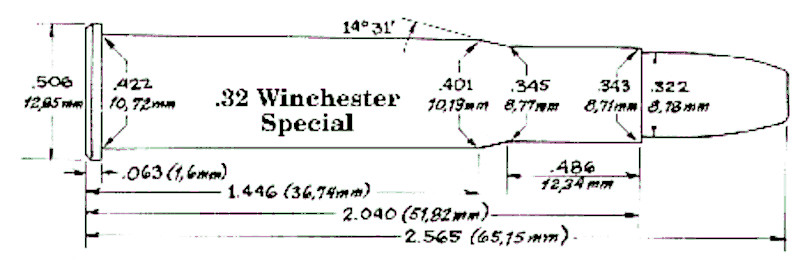

## Продуктивність
Балістика схожа на балістику набою .30-30 та його кулі .308 калібру (7,62 мм), але більший кулі діаметр в .321 (8.15 мм) набою .32 WS наносить більшу рану. Проте, при однаковій вазі кулі в обох набоях, куля .30 калібру має більшу щільність перетину, а відповідно і більшу пробивну властивість. Згідно з початковими заявами компанії Winchester набій .32 WS має більшу на 5-10% енергію ніж набій .30-30 на близьких відстанях, і менше на великих дистанціях через підвищений опір завдяки більшому діаметру .321 і зменшеній щільності перетину.